# Erwin H. Barbour

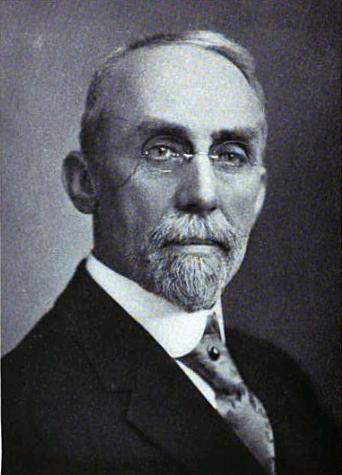
Barbour in einer 1918 veröffentlichten Aufnahme

Erwin Hinkley Barbour (* 5. April 1856 in Springfield, Indiana; † 10. Mai 1947 in Lincoln, Nebraska) war ein US-amerikanischer Geologe und Paläontologe. Er organisierte den Geological Survey von Nebraska.
Barbour studierte an der University of Miami und der Yale University mit dem Bachelor-Abschluss (A.B.) 1882. Danach war er Assistent in Paläontologie von Othniel Charles Marsh beim United States Geological Survey. 1887 wurde er in Yale promoviert. Ab 1888 lehrte er als Professor für Naturgeschichte und Geologie an der University of Iowa (damals Iowa College in Grinnell) und 1891 wurde er Professor für Geologie und Zoologie an der University of Nebraska in Lincoln. Außerdem war er lange Jahre Staatsgeologe von Nebraska und er war Kurator am University of Nebraska State Museum und später dessen Direktor bis 1941.
In Nebraska leitete er 25 Jahre geologisch-paläontologische Grabungsexkursionen, Morrill Geological Expeditions genannt nach Charles Henry Morrill, der sie finanzierte. Ihre Berichte erschienen in den Abhandlungen des Nebraska Geological Survey.
Er fand und beschrieb zahlreiche fossile Elefanten (ausgestellt in der Morrill Hall des Museums, auch Elephant Hall genannt) und erforschte deren Evolution.
1887 heiratete er Margaret Lamson, er hatte mit ihr eine Tochter.